# کیریباتگودا
کیریباتگودا (به لاتین: Kiribathgoda) یک منطقهٔ مسکونی در سری‌لانکا است که در استان غربی، سری‌لانکا واقع شده‌است.